# Łubno (województwo pomorskie)

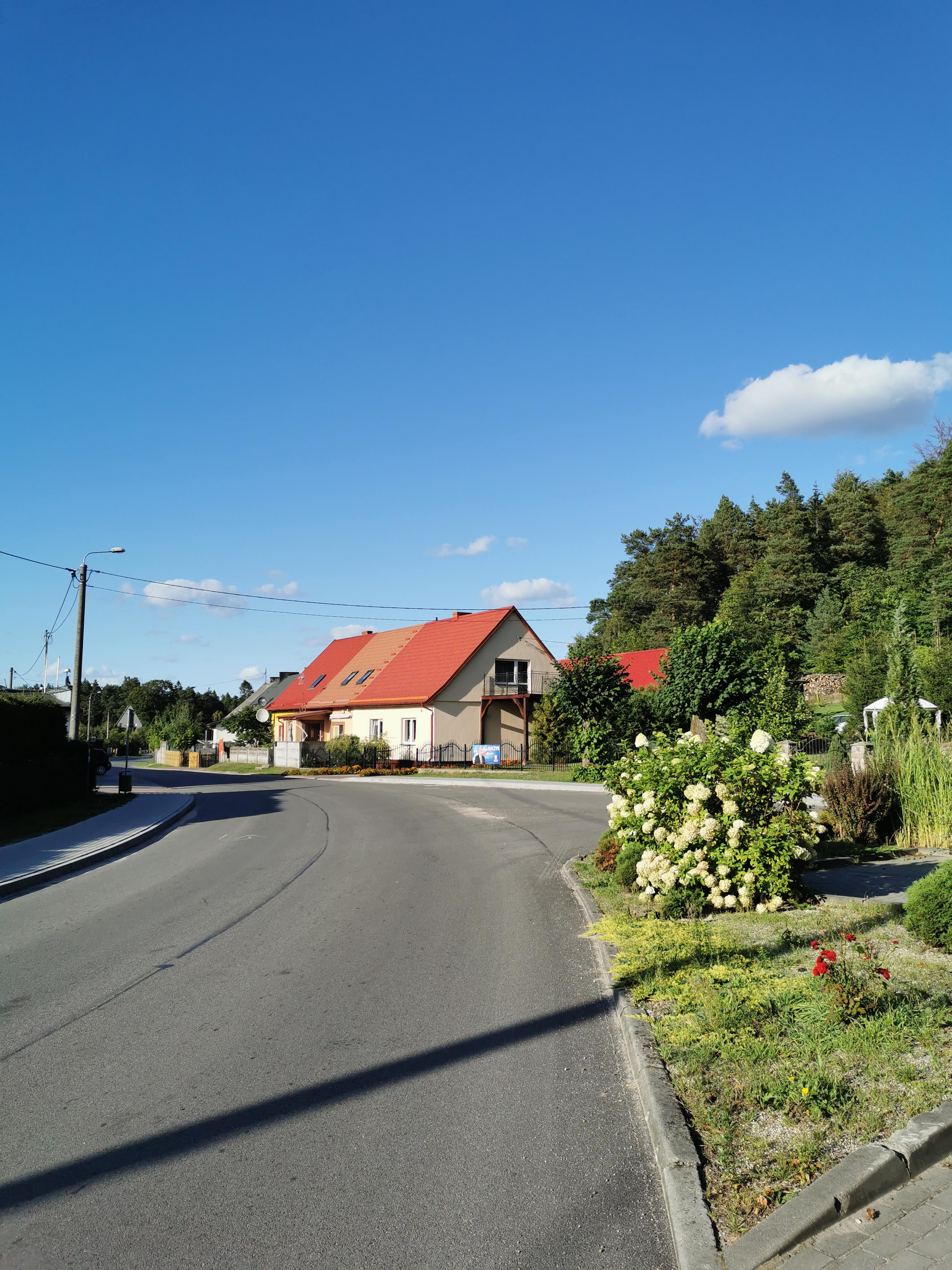
Zabudowa wsi

Łubno (kaszub. Łubno lub Łëbno; niem. Lubben) – osada w Polsce położona w województwie pomorskim, w powiecie bytowskim, w gminie Kołczygłowy.
W latach 1975–1998 miejscowość administracyjnie należała do województwa słupskiego. W latach 1945–1954 istniała gmina Łubno.

## Historia
- W roku 1633 zbudowany został w miejscowości kościół szachulcowy pw. św. Antoniego Padewskiego[3].
- Do XIX wieku Łubno należało do rodu Puttkamerów[4].

## Zabytki
Według rejestru zabytków NID na listę zabytków wpisany jest:
- kościół pw. św. Antoniego Padewskiego, szachulcowy, 1620, 1711, 1840, nr rej.: A-388 z 14.04.1964.

inne
- neoklasycystyczny dwór w Łubnie z XIX w. otoczony parkiem[6]. Parterowy dwór kryty dachem dwuspadowym z lukarnami. Od frontu centralnie szczyt z piętrem oraz herbem rodziny

## Przypisy

Herb Puttkamerów